# جيمس جاي مارتن
جيمس جاي مارتن (بالإنجليزية: James J. Martin)‏ هو ناشط سلام ومؤرخ أمريكي، ولد في 18 سبتمبر 1916، وتوفي في 4 أبريل 2004.